# Mary Slessor
Mary Slessor (Aberdeen, 1848. december 2. – Calabar, 1915. január 13.) skót misszionárius Calabar városában, Nigériában. Elsajátította az ott használt nyelvet, az Efiket, és tanítani kezdte a város lakóit. A lakók nagyon megkedvelték őt, és hallgatták keresztény tanításait. Legnagyobb tette az ikrek azonnali meggyilkolásának eltörlése volt a városban. 

## Élete

### Kezdeti évek
Mary Slessor 1848. december 2-án született Aberdeen város egyik nyomornegyedében. A Slessor családnak 7 gyermeke volt. Mielőtt a gyermekek megszülettek volna, Slessor anyja egy zsákkészítő gyárban dolgozott. Miután anyja már a gyerekek ellátása miatt nem tudott dolgozni, már csak apja, Robert Slessor hozott kenyeret az asztalra. Robert Slessor viszont rendszeresen járta a környék kocsmáit, így este berúgottan tért haza. Mary már akkor is sokat segített anyjának a kisebb testvérei gondozásában.

### A költözés után
A Slessor család végül elköltözött annak reményében, hogy az apa befejezi az ivást, de Robert Slessor nem fejezte be, és nem sokkal később, Mary 11 éves korában elhunyt. A helyen, ahol a lány lakott, volt egy özvegyasszony, aki a hozzá közel lakó gyerekeknek tanította Isten igéjét. Viszont az özvegyasszony csak azt a részt mondta el, hogy minden ember bűnös, az örömhírt (Krisztus feltámadt, és lemosta az emberek bűneit) elhallgatta. Slessor az özvegyasszonnyal való találkozása után sokat imádkozott, hogy Jézus lemossa bűneit.
Mary édesapja halála után kénytelen volt munkát vállalni egy jutagyárban. Napi 12 órát dolgozott, és utána édesanyjának ment haza segíteni. 
A Slessor család rendszeresen járt templomba vasárnaponként. A lelkész egyik prédikációjában beszélt a gyülekezetnek a Nigéria gyarmatbeli Calabarról. Sok, a család számára borzalmas dolgot mondott, köztük azt, hogy amint ikrek születnek a faluban, rögtön megölik őket, mert különleges, rossz erőt tulajdonítanak rájuk. Mary ekkor döntötte el, hogy misszionárius lesz. 

### Korai misszionáriusi munkája
Mivel a lány ekkor még csak 11 éves volt, nem mehetett Calabarba. Úgy döntött, hogy először régi lakóhelyén próbálja a keresztény hitre téríteni azokat a fiúkat, akik éjszaka jártak az utcákon, és megverték azokat, akik nem hozzájuk tartoztak. Slessor megpróbálkozott, és sikerrel járt: megtérítette az egykor gonosz fiúkat. 
Ezek után Mary nagyon gyűjtötte zsebpénzét, hogy elutazhasson Calabarba. A lány végül 26 évesen gyűjtötte össze a szükséges zsebpénzt.

### Misszionáriusi munkája Calabarban
Slessor végül 50 mérföld hajózás után megérkezett Calabarba. Mary egy idő után elsajátította az ott használt nyelvet, az Efiket, és tudott beszélgetni a város lakóival.
Első munkája az volt, hogy minden nap meg kellett kondítania a misszionáriusi ház előtt lévő harangot. Sokszor elaludt, és a misszionárius vezető ezért többször összeszidta. 
A lány egy idő után nem elégedett meg azzal, hogy Calabarban taníthatja az embereket. Messzebb és messzebb akart menni, mert fájt a szíve azokért, akik még egyszer sem hallhatták Isten igéjét. Később egyre nagyobb utakat tett meg a dzsungelben is, hogy olyan emberekhez érjen, akik  várják Isten igéjét.
Slessor nagyon haragudott arra a szokásra, hogy Afrikában megölik az ikreket.